# Stan surowy

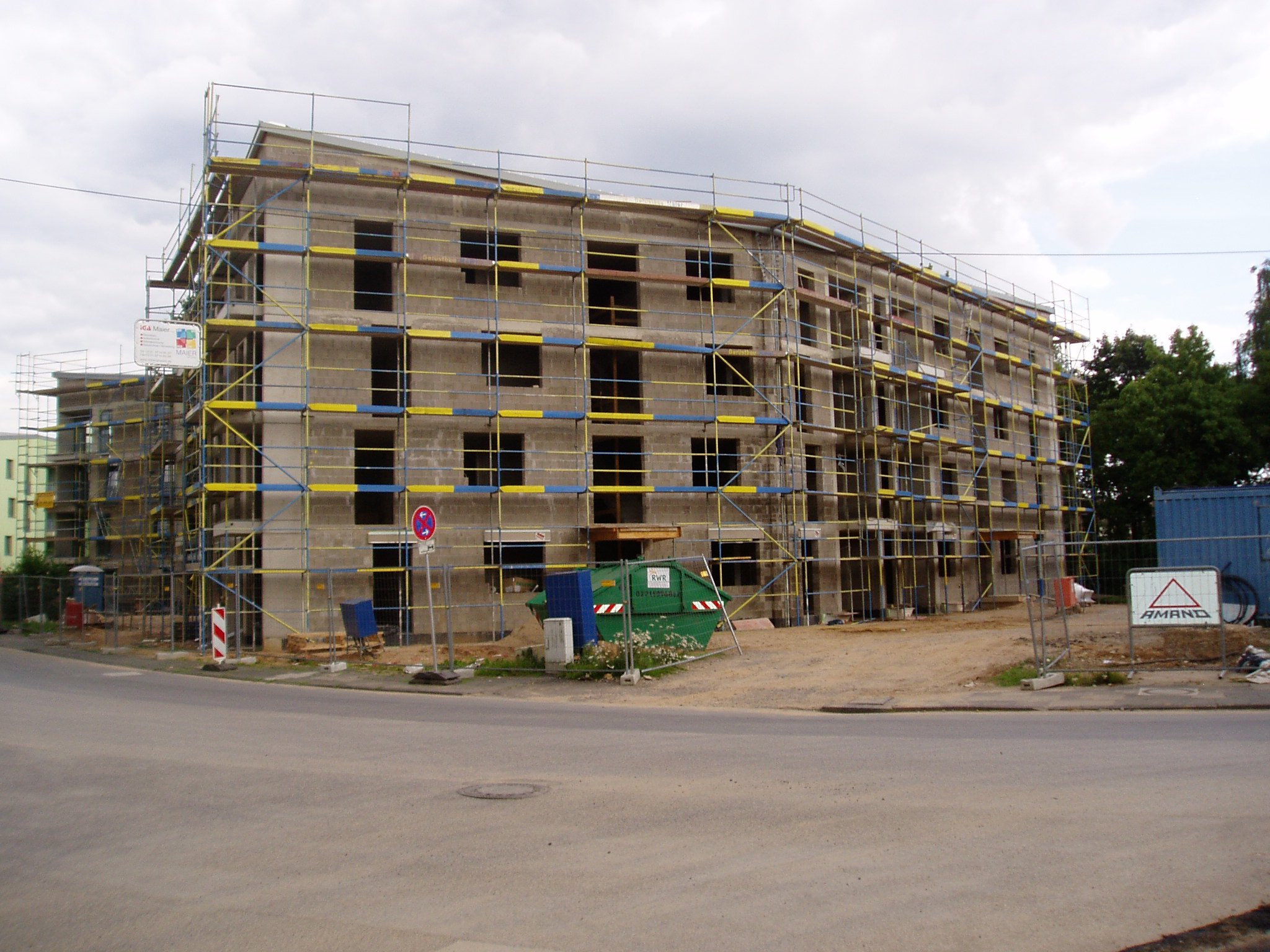
Stan surowy otwarty

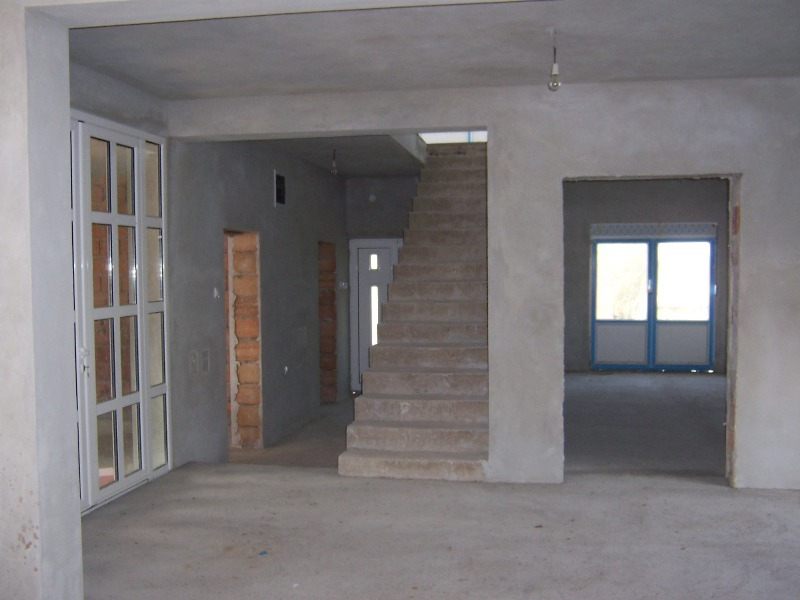
Stan surowy zamknięty (wnętrze)

Stan surowy – stan budowli, która ma już dach, ale nie jest wykończona.
Termin ten stosuje się także do nazwania budowli będącej w takim stanie (a niekiedy do nazwania fazy budowy).
Wyróżnia się stan surowy otwarty i stan surowy zamknięty. W praktyce budowy domów jednorodzinnych rozumie się te terminy następująco:
- stan surowy otwarty to budynek, który ma wymurowane ściany nośne i kominy, strop nad parterem, schody wewnętrzne, a także więźbę i pokrycie dachu. Nie ma drzwi, okien, ścianek działowych. Jeżeli budowa zostaje przerwana na tym etapie, to drzwi i okna zabezpiecza się deskami lub folią[3],

- stan surowy zamknięty to budynek, który posiada już kompletną konstrukcję nośną, dach, stropy, okna oraz drzwi zewnętrzne. Pomieszczenia nie są jeszcze w żaden sposób wykończone. Budynek w stanie zamkniętym jest już dobrze zabezpieczony przed działaniem zewnętrznych czynników atmosferycznych[4].

Stan surowy to termin powszechnie używany.
Nie ma jednak w budownictwie oficjalnej, prawnie obowiązującej definicji stanu surowego (otwartego lub zamkniętego). Innym potocznym określeniem jest stan deweloperski, który w żaden sposób nie jest zdefiniowany, toteż można się spotkać z różnymi definicjami pojęcia. W związku z tym zaleca się, żeby w umowie z wykonawcą zastrzec zakres prac, które mają być wykonane. Weryfikacja zgodności umowy ze stanem rzeczywistym odbywa się w czasie odbioru technicznego mieszkania. Ma on na celu określenie, czy deweloper wykonał poprawnie wszystkie prace po swojej stronie, a lokal w stanie surowym zamkniętym jest przygotowany do dalszych działań, czyli wykończenia przez przyszłych właścicieli. Warto nadmienić, że nabywca lokalu w przypadku zauważenia niedogodności lub elementów wymagających poprawy ma prawo zgłosić je podczas odbioru technicznego mieszkania, zaś deweloper ma obowiązek uwzględnić owe poprawki w terminie do 30 dni. 